# Sara Palanqués
Sara Palanqués Martorell (Onda, 22 de abril de 2006) es una jugadora española de balonmano que actúa como extremo derecho en el Balonmano Morvedre de la Liga Guerreras Iberdrola y en las categorías formativas de la selección española. Con las Guerreras Juveniles se proclamó campeona del mundo juvenil en 2024.

## Trayectoria

### Clubes
Se formó en el Amics Handbol Onda, con el que logró dos terceros puestos en el Top-8 nacional de base.
Tras conquistar el Mundial juvenil, fichó por el recién ascendido Balonmano Morvedre, debutando en la máxima categoría española en la temporada 2024-25 frente al Mecalia Atlético Guardés, donde metió 3 goles.

#### Trayectoria de clubes
- 2017 – 2024:  Amics Handbol Onda[4]
- 2024 – presente:  Balonmano Morvedre

### Selección
Con la selección española juvenil disputó el Campeonato Mundial Sub-18 de 2024 en China, consiguiendo el oro. Aportó un gol en la final y fue elegida MVP en la fase de grupos. Además, en Montenegro, en 2025, consiguió el segundo puesto en el Europeo de su categoría.

## Premios y títulos

### Con la selección
- 1 × Medalla de Oro en el Campeonato Mundial juvenil (China, 2024)
- 1 x Medalla de Plata en el Campeonato Europeo Júnior (Montenegro, 2025)[7]

## Vida personal
Compagina el balonmano con los estudios de Odontología en la Universitat de València.